# 鹿道森
周鵬（1996年12月4日—2021年11月28日），網路名鹿道森，中國大陸攝影師。生於貴州省銅仁市德江縣的一個農村家庭。進入贵州大学科技學院就讀時開始接觸攝影，大學畢業後從事全職攝影師工作。2021年11月28日，鹿道森在微博發表遺書後失蹤。12月1日，遺體在浙江省舟山市普陀區朱家尖街道朱家尖岛東沙对出海域被尋獲。根據其遺書，其生前曾經遭人羞辱「娘砲」。